# Raffaele Pucino
Raffaele Pucino (Caserta, Italia; 3 de mayo de 1991) es un futbolista italiano. Juega como defensa y su equipo actual es el S. S. C. Bari de la Serie B italiana.

## Clubes
| Club                     | País   | Año       |
| ------------------------ | ------ | --------- |
| Alessandria              | Italia | 2009-2011 |
| Varese                   | Italia | 2011-2013 |
| Sassuolo                 | Italia | 2013-2014 |
| Chievo                   | Italia | 2014-2017 |
| Pescara (cesión)         | Italia | 2014-2015 |
| Virtus Lanciano (cesión) | Italia | 2015-2016 |
| Avellino (cesión)        | Italia | 2016      |
| Vicenza (cesión)         | Italia | 2016-2017 |
| Salernitana              | Italia | 2017-2019 |
| Ascoli                   | Italia | 2019-2021 |
| Bari                     | Italia | 2021-Act. |